# تهران میرقصد
تهران می‌رقصد فیلمی به کارگردانی و نویسندگی پرویز خطیبی محصول سال ۱۳۴۸ است.

## بازیگران
- ایرج رستمی
- سهیلا
- عزت‌الله وثوق
- گیتی جعفری
- حسین امیرفضلی
- مژگان
- اکبر خواجوی